# Verschwörungstheorien zum Angriff auf Pearl Harbor

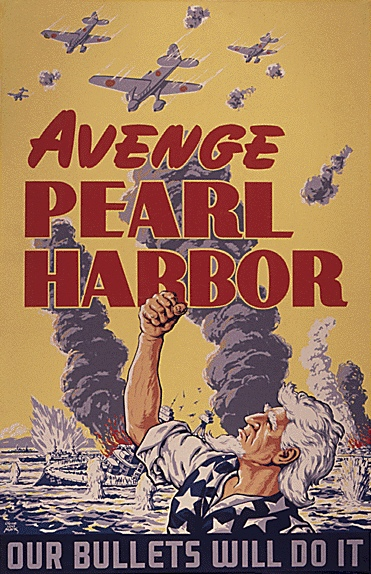
Propagandistisches US-Plakat, das zur Rache für Pearl Harbor aufruft

Verschwörungstheorien zum Angriff auf Pearl Harbor ziehen in Zweifel, dass der Angriff der Japaner auf die US-Flotte am 7. Dezember 1941 die USA völlig überraschte. Sie behaupten, die US-Regierung und/oder Teile des US-Militärs hätten rechtzeitig Kenntnis von jenem geplanten Angriff gehabt, aber bewusst nichts dagegen unternommen. Sie hätten so die Zustimmung der kriegsunwilligen US-Öffentlichkeit für den tags darauf erfolgten Eintritt der Vereinigten Staaten in den Zweiten Weltkrieg herbeiführen wollen.
Die US-Historiker Charles A. Beard und Harry Elmer Barnes entwickelten diese und ähnliche Verschwörungsthesen schon kurz nach 1945. Ihre Behauptungen beruhen auch auf der Auswertung der Ergebnisse eines damaligen parlamentarischen Untersuchungsausschusses. Mehrheitlich werden sie als Geschichtsrevisionisten angesehen.

## Vorgeschichte der Angriffe
Am 22. Juli 1941 warnte Admiral Richmond K. Turner Roosevelt davor, dass die Einstellung US-amerikanischer Öllieferungen an Japan einen japanischen Angriff auf die Philippinen hervorrufen und die USA in einen Pazifikkrieg verwickeln würde. Am 25. Juli 1941 ließ Roosevelt die Öllieferungen stoppen. Laut dem amerikanischen Historiker Gerhard Weinberg war der japanische Entschluss zu einem Krieg gegen die USA aber zur Zeit des Embargos bereits gefallen.

## Verschwörungsthesen

### Erkenntnisse durch frühere Manöver der US-Armee
Als Indizien für eine Verschwörung der US-Regierung und ihres Militärs nennen die Vertreter von Verschwörungsthesen unter anderem ein gemeinsames Manöver der United States Army und United States Navy zur Verteidigung Hawaiis von 1932. Dieses soll den 1941 erfolgten japanischen Angriff in fast allen Details vorweggenommen haben. Admiral Harry E. Yarnell, Kommandeur der angreifenden Streitkräfte, setzte die ihm zugeteilten Flugzeugträger Saratoga und Lexington nicht nach orthodoxer Militärdoktrin als Unterstützung für seine langsamen Schlachtschiffe ein, sondern schickte sie mit Höchstgeschwindigkeit der Schlachtflotte voraus. In schlechtem Wetter gelang es ihnen, unbemerkt eine Angriffsposition nördlich von Hawaii einzunehmen. Am 7. Februar (wie der 7. Dezember 1941 ein Sonntag und der 7. eines Monats) griffen sie zuerst die Flugplätze und danach die im Hafen liegenden Kriegsschiffe der vollkommen überraschten Verteidiger an. Die Schiedsrichter des Manövers bewerteten den Angriff als „totalen Erfolg“: komplette Ausschaltung der Flugplätze, zahlreiche Treffer auf den Schiffen, kein einziges Flugzeug der Verteidiger konnte starten. Die The New York Times berichtete, dass es den Verteidigern selbst 24 Stunden nach dem Angriff immer noch nicht gelungen war, die angreifenden Flugzeugträger zu lokalisieren. Auch japanische Medien berichteten über das Manöver, und die Ähnlichkeit der beiden Angriffe gilt als Indiz dafür, dass die japanischen Planer das Manöver kannten. In der Bewertung des Manövers zog die US-Navy jedoch keine größeren Konsequenzen aus dem Ablauf; das fast vollständig aus der Schlachtflotte hervorgegangene Oberkommando setzte eine Bewertung der Manöverergebnisse als „unrealistisch“ durch. Dasselbe gilt für einen „Angriff“ unter Admiral Ernest J. King mit einem Flugzeugträger 1938.

### Diskussionen über Sinn der Verlegung nach Pearl Harbor
Als Präsident Roosevelt befahl, die Flotte von der Westküste der USA nach Pearl Harbor zu verlegen, protestierte Admiral James O. Richardson nachdrücklich und wiederholt dagegen. Richardson hielt die Verlegung für unsinnig, da die Pazifikflotte gemäß den Planungen für einen Krieg gegen Japan (War Plan Orange) erst das Eintreffen der Atlantikflotte abwarten sollte, bevor sie nach Westen vorstieß. Ob sie in San Diego oder Pearl Harbor wartete, war seiner Meinung nach kein großer Unterschied. Logistisch war die Flotte jedoch in Pearl Harbor schwieriger zu versorgen, da der Nachschub erst per Schiff nach Hawaii gebracht werden musste. In ihrer Heimatbasis in San Diego konnte die Flotte hingegen einfach über die Eisenbahn versorgt werden. Das Gleiche galt für Truppenurlaube: Von San Diego aus konnten die Soldaten während ihres Urlaubs ihre Familien besuchen, die Überseestationierung in Pearl Harbor machte dies jedoch unmöglich, da Hin- und Rückreise in die USA innerhalb eines Urlaubs zeitlich nicht zu schaffen waren. Die wiederholten Proteste führten schließlich dazu, dass Richardson abgelöst und durch Admiral Husband E. Kimmel ersetzt wurde. Diese Argumentation übersieht jedoch, dass das Ziel der US-Führung bei der Flottenverlegung nach Hawaii nicht einer unmittelbaren Kriegsvorbereitung diente, sondern in erster Linie politisch-strategischer Natur war: Druck auf Japan auszuüben, seine aggressive Expansionspolitik einzustellen.

### Angebliche Kenntnis der japanischen Funksprüche vor dem Angriff
Die Annahme des „fingierten Kriegsgrundes“ stützt sich auch darauf, dass die Verschlüsselung diverser japanischer Funkcodes schon vor dem Angriff geknackt worden war: Purple, der höchste diplomatische Code, J-19 und PA-K2, zwei weitere diplomatische Codes, und JN-25, der japanische Marinecode. Ab 25. Juli (vgl. oben) sollen weitere Geheimdiensterkenntnisse nicht mehr an Admiral Kimmel in Hawaii weitergeleitet worden sein. Spekuliert wird auch über eine angebliche Informationsblockade der etablierten Geheimdienste gegen das aus Zivilisten bestehende OCI zusammen – so von J. Edgar Hoover (FBI), der seine Oberhoheit über die Geheimdienstaktivitäten beschnitten sah, und der Armee (genauer der „G-2“), die den „Zivilisten“ misstraute habe. Gegen Admiral Kimmel wurde in der Folgezeit eine Untersuchung wegen Nachlässigkeiten bei den Abwehrvorkehrungen durchgeführt. Er verteidigte sich damit, dass ihm vor dem Angriff wichtige Informationen nicht zugänglich gemacht worden waren. Seine Rehabilitierung wurde mehrfach bis in den Kongress diskutiert. 1999 rehabilitierte der Kongress Kimmel und den Befehlshaber des Heeres auf Hawaii, Generalmajor Short durch das öffentliche Eingeständnis, dass ihnen Informationen vorenthalten wurden, über die man in Washington verfügte. Gegen diese angeblichen Beweise für eine Verschwörung spricht allerdings erstens, dass Japan das militärische Chiffriersystem der Marine im Dezember unmittelbar vor dem Angriff so kompliziert umgestaltet und verfeinert hatte, dass es die amerikanischen Kryptologen schier zur Verzweiflung trieb. Nur ein kleiner Bruchteil konnte in so kurzer Zeit entschlüsselt werden, dass der Inhalt sinnvoll zu nutzen war. Einige Sprüche wurden sogar erst nach dem Ende des Krieges dechiffriert. Nach offizieller Lesart gelang es erst im Frühjahr 1942, die japanischen Marinesprüche einigermaßen sicher und in kurzer Zeit zu entschlüsseln, gerade rechtzeitig zur Midway-Schlacht. Zweitens konnten die Amerikaner nur den diplomatischen – also nicht-militärischen – Funkverkehr Japans tatsächlich ohne größere Schwierigkeiten mitlesen. In diesem Funkverkehr zwischen Japan und seinen Botschaften im Ausland war von einem konkreten Angriffsplan auf Pearl Harbor oder einen anderen Standort vor dem 7. Dezember 1941 allerdings nie die Rede. Es gab lediglich einige aufgefangene Funksprüche, aus denen Pearl Harbor theoretisch indirekt als ein Ziel im Falle eines japanischen Angriffs hätte abgeleitet werden können, was die jeweiligen Entscheidungsträger auf US-Seite jedoch nicht erkannten. Andere Funksprüche, aus denen der Angriff eindeutiger abzuleiten gewesen wäre, lagen in Washington aufgrund der oben erwähnten Engpässe erst nach dem Angriff in dechiffrierter und übersetzter Fassung vor.
Die US-Funkaufklärung vermutete zwar anhand der auffälligen Muster des japanischen Funkverkehrs und aufgrund des außerplanmäßigen Rufzeichenwechsels der japanischen Marine am 1. Dezember die Vorbereitung einer großen militärischen Operation. Das Ziel war jedoch keineswegs eindeutig – es konnte sich dabei sowohl um einen Angriff auf die britischen und niederländischen Kolonien handeln (was vermutet wurde) als auch um einen Angriff auf die Philippinen oder weitere Truppenverlegungen nach Indochina (was als unwahrscheinlich galt). Am 24. und 27. November schickte deshalb der Chief of Naval Operations, Admiral Harold R. Stark, Kriegswarnungen an alle Kommandeure im Pazifik, in der ihnen mitgeteilt wurde, dass aggressive Handlungen Japans in den nächsten Tagen zu erwarten seien. Als mögliche Ziele eines japanischen Angriffs wurden Malaysia, Thailand, die Philippinen, Borneo und Guam genannt. Alle Kommandeure im Pazifik wurden angewiesen, entsprechende Maßnahmen zur Vorbereitung ihrer Truppen auf den Kriegsfall zu treffen. Gerhard Weinberg erklärt die mangelnde Reaktion auf Anzeichen für den bevorstehende Angriff damit, dass Armee und Marine aufgrund rassistischer Vorurteile den Japanern weder den Mut noch das Geschick noch die Selbstdisziplin zutrauten, den Überfall durchzuführen.
Anhand der japanischen Secret Message Serial Numbers (SMS) konnte nachgewiesen werden, dass die Angriffsflotte für Pearl Harbor Funkstille hielt.

### Tagebucheintrag des US-Kriegsministers
Weiterhin existiert ein Tagebucheintrag des damaligen Kriegsministers Henry L. Stimson vom 25. November 1941 über eine Unterredung mit Roosevelt:

„Die Frage war, wie man sie in eine Position manövrieren könnte, in der sie den ersten Schuss abgeben würden, ohne dass uns zuviel passiert … es war wünschenswert, sicherzustellen, dass die Japaner dies wären (die den ersten Schuss abgeben), so daß niemand auch nur den geringsten Zweifel haben könnte, wer der Aggressor war.“

 Allerdings lässt sich aus diesem Zitat nicht ableiten, dass Stimson Kenntnisse über einen tatsächlichen konkreten Angriffsplan Japans hätte.

### Fragliche Motivation für eine Verschwörung
Anhänger der Theorie einer Verschwörung argumentierten, die in Pearl Harbor stationierten Truppen und Schiffe seien vorsätzlich in Unkenntnis gelassen und bei dem Angriff geopfert worden, um die nötige Akzeptanz in der US-Bevölkerung für einen Eintritt der USA in den Zweiten Weltkrieg herzustellen. Die dabei entstehenden US-Verluste seien in Kauf genommen worden, da Japan keinen ernsthaften Schaden habe anrichten können.
Bei der Bewertung des Angriffs der Japaner wird jedoch oft nur der tatsächlich angerichtete Schaden betrachtet und außer Acht gelassen, dass erheblich größerer Schaden möglich gewesen wäre. In Pearl Harbor befanden sich wichtige Reparaturanlagen und Kommunikationseinrichtungen der Pazifikflotte. Größere Reparaturarbeiten und Wartungen konnten nur hier ausgeführt werden, die nächsten dazu fähigen Stützpunkte waren erst an der über 4000 km entfernten Westküste der USA zu finden. Zusätzlich lagerte in Pearl Harbor der vorgezogene Ölvorrat der US Navy. Hätten die Japaner die Hafenanlagen und Vorräte zerstört, wäre die US-Marine in ihrer Bewegungsfreiheit über einen sehr langen Zeitraum massiv eingeschränkt gewesen. Tatsächlich war die Zerstörung der Hafenanlagen als Teil des Angriffs vorgesehen. Dies sollte im Verlauf eines dritten Angriffs erfolgen, sobald die vom zweiten Angriff zurückgekehrten Flugzeuge wieder startklar waren. Da der zweite Angriff jedoch aus verschiedenen Gründen länger dauerte als geplant und zu befürchten war, dass die gestarteten Maschinen bei einem weiteren Angriff nicht vor Einbruch der Dunkelheit zurückkehren würden, entschloss sich der japanische Befehlshaber Admiral Nagumo trotz heftiger Proteste seiner Offiziere, auf den dritten Angriff zu verzichten (Landungen bei Dunkelheit waren zu dieser Zeit nicht üblich und hätten zu schweren Verlusten geführt). Da diese Entscheidung aber unmöglich vorherzusehen war, müssten die amerikanischen Planer, wenn sie tatsächlich den Angriff wissentlich zuließen, davon ausgegangen sein, wahrscheinlich den kompletten Stützpunkt zu verlieren.
Es ist zweifelhaft, ob Washington bereit gewesen wäre, sich willentlich auf so ein massives Risiko einzulassen. Zudem hätte ein weiterer japanischer Angriff am Nachmittag auch den inzwischen eingelaufenen Flugzeugträger Enterprise als Ziel vorgefunden, was auch gegen die These von den gezielt aus dem Hafen entfernten Flugzeugträgern spricht.

### Zusammensetzung der Flotte
Zum Zeitpunkt des Angriffs lagen im Hafen nur alte Schlachtschiffe und kein einziger Flugzeugträger, womit sich der Schaden der USA von vornherein in Grenzen hielt. Wenige Tage vor dem Angriff hatte am 28. November 1941 Admiral Halsey mit einem Flugzeugträger, drei Schweren Kreuzern und neun Zerstörern Pearl Harbor verlassen. Am 5. Dezember folgten ein weiterer Träger, drei Schwere Kreuzer und fünf Zerstörer. Noch am selben Tag verließ ein drittes Geschwader aus einem Schweren Kreuzer und fünf Minensuchern den Hafen. Hieraus wird die These abgeleitet, dass die US-Marine in Kenntnis des bevorstehenden Angriffs alle wertvollen Schiffe in Sicherheit brachte. Die zurückgebliebenen Einheiten waren demnach veraltete Schiffe von geringem Nutzen, deren Versenkung keinen größeren Verlust bedeutete.
Vergleicht man jedoch die in Pearl Harbor liegenden Einheiten mit den restlichen Einheiten der US-Navy, so ergibt sich ein anderes Bild: Im Dezember 1941 verfügte die US-Marine über insgesamt 17 Schlachtschiffe. Davon waren zehn vor oder während des Ersten Weltkriegs gebaut worden, von denen vier (Nevada, Oklahoma, Pennsylvania, Arizona) in Pearl Harbor lagen. Die ältesten Schlachtschiffe, die noch vor dem Ersten Weltkrieg gebauten Arkansas, New York und Texas, waren im Atlantik. Weitere fünf Schlachtschiffe wurden nach dem Ersten Weltkrieg bis zum Abschluss des Washingtoner Flottenvertrags 1922 gebaut. In diese Schiffe der Tennessee- und Colorado-Klassen waren bereits sämtliche im Krieg gesammelten Erfahrungen eingeflossen. Nach mehrfacher Modernisierung galten sie auch 1941 hinsichtlich ihrer Artillerie und Panzerung den damals modernsten Schlachtschiffen der Welt, wie der britischen King-George-V-Klasse oder der deutschen Tirpitz, ebenbürtig. Alle fünf Einheiten waren der Pazifikflotte zugeteilt, eine (die Colorado) befand sich zum Zeitpunkt des Angriffs an der Westküste zur Aufrüstung im Puget Sound Naval Shipyard. Die beiden letzten Schlachtschiffe der US-Marine waren die beiden Einheiten der North-Carolina-Klasse. Diese waren die ersten nach 1922 gebauten Schlachtschiffe und erst 1941 fertiggestellt worden. Zum Zeitpunkt des Angriffes befanden sie sich aber noch in der Erprobung sowie Ausbildung ihrer Besatzung und galten als noch nicht einsatzbereit. Somit waren die acht in Pearl Harbor liegenden Schlachtschiffe trotz ihres Alters die modernere und schlagkräftigere Hälfte der US-Schlachtflotte. Der japanischen Schlachtlinie, bestehend aus acht im Ersten Weltkrieg sowie zwei bis 1922 gebauten Schiffen, waren sie durchaus ebenbürtig.
Auch bei den anderen Schiffstypen lagen die moderneren Einheiten im Hafen. Die beiden im Hafen liegenden Schweren Kreuzer waren Schiffe der neueren New-Orleans-Klasse, während man den Flugzeugträgern die älteren Kreuzer der Pensacola- und Northampton-Klasse als Eskorte zugeteilt hatte. Von den sechs Leichten Kreuzern gehörten nur zwei zur alten Omaha-Klasse, die anderen vier Schiffe hingegen waren neue Einheiten der Brooklyn-Klasse. Dies waren die jüngsten Kreuzer der US-Navy, keines dieser vier Schiffe war älter als drei Jahre. Ein ähnliches Bild ergibt sich bei den Zerstörern. Von 30 Schiffen gehörten 26 zu den modernen in den 1930er-Jahren gebauten Mahan-, Porter- und Farragut-Klassen.
Auch für die Abwesenheit der Flugzeugträger am Angriffstag gibt es plausible Erklärungen. Der Flugzeugträger Enterprise sollte am 6. Dezember einlaufen, er hatte eine Staffel Jagdflugzeuge nach Wake Island transportiert (eine damals nicht ungewöhnliche Aufgabe für einen Flugzeugträger). Sein Verband musste jedoch auf dem Weg durch einen Sturm laufen, was zu einer Verspätung von 24 Stunden und einem Einlaufen erst am Nachmittag des 7. führte. Die Lexington transportierte mit drei Kreuzern und fünf Zerstörern eine weitere Jagdstaffel nach Midway. Da die Verlegung der beiden Staffeln jedoch nach Möglichkeit geheim gehalten werden sollte, befanden sich die Träger offiziell auf Übungsmissionen. Teilweise hat sich diese Tarngeschichte bis zum heutigen Tag gehalten; in nicht wenigen Artikeln und Büchern steht noch immer, dass die Träger kurz vor dem Angriff (die Lexington lief am 5. Dezember aus) den Hafen zum Üben verließen. Allerdings war vorher zumindest für die Enterprise tatsächlich die Teilnahme an einer Übung mit der ersten Schlachtschiffdivision (Arizona, Nevada und Oklahoma) in diesem Zeitraum geplant worden. Die Übung fand dann ohne sie statt, und die Schlachtschiffe liefen am 5. Dezember wieder in Pearl Harbor ein.
Der letzte der drei Träger der Pazifikflotte, die Saratoga, war nach einem Werftaufenthalt in Bremerton auf dem Weg nach San Diego.

### Einpeilung des japanischen Trägerverbandes auf See
Eine weitere These führt an, dass der japanische Flottenverband auf seinem Weg nach Hawaii die befohlene Funkstille nicht eingehalten habe und dadurch von den Geheimdiensten eingepeilt werden konnte.
Das angebliche Brechen der Funkstille durch den japanischen Angriffsverband konnte von den Kritikern der offiziellen These nicht bewiesen werden. Die Prüfung aller bekannten Funkunterlagen durch mehrere unabhängige Gutachter kam zu dem Schluss, dass die US-Funküberwachung keine Funksignale aufgezeichnet habe, die dem Angriffsverband hätten zugeordnet werden können.
Zudem bestätigten japanische Offiziere, die an Bord des Angriffsverbandes für die Kommunikation zuständig gewesen waren, dass strenge Funkstille gewahrt wurde. Ein Großteil der Funker sei sogar in Japan zurückgelassen worden, um dort zur Tarnung falschen Funkverkehr aufrechtzuhalten, und die Sendegeräte an Bord der Schiffe des Angriffsverbandes seien durch den Ausbau wichtiger Teile funktionsunfähig gemacht worden, um ein versehentliches Brechen der Funkstille zu verhindern.

## Weitere Auffälligkeiten
Eher Versäumnis als Verschwörung, eher Nachlässigkeit als Vorsatz hatte schon lange vor dem 11. September 2001 Harry Thürk den USA vorgeworfen – aber auch „politische Hinterhältigkeit“ und militärische Überheblichkeit. In seiner als „Tatsachenbericht“ bezeichneten Publikation Pearl Harbor – Die Geschichte eines Überfalls wies er bereits 1965 auf zahlreiche „sonderbare Umstände“, Ereignisse und Zusammenhänge hin, die für ihn Zweifel an der offiziellen Darstellung nahelegten. Allerdings widersprechen Arbeiten renommierter Marinehistoriker Thürks Schlussfolgerungen:
- Drastische Drosselungen der Benzinlieferungen nur wenige Monate vor dem Überfall[18] und die durch andere US-Sanktionen verursachte Rohstoffknappheit[19] haben Japan gezwungen, „es für unmöglich zu erachten, durch weitere Verhandlungen zu einer Einigung zu gelangen“,[20] so die Note, die Japan den USA zu Kriegsbeginn aushändigte. Der Grund für diese und vorangegangene Embargos waren der japanische Angriffskrieg gegen China und die Besetzung von Französisch-Indochina im Zuge der allgemeinen Kriegsvorbereitungen Japans.[21]
- Generalstabschef George C. Marshall telegraphierte am 27. Oktober 1941 streng geheim einem nur begrenzten Kreis von Pazifik-Offizieren: „Wenn Feindseligkeiten nicht vermieden werden können, ziehen die USA es vor, Japan den ersten feindseligen Akt ausführen zu lassen.“[22] Daraus lässt sich allerdings nicht die Kenntnis eines konkreten Angriffsplans ableiten.
- Ein letzter Warntext an die US-Flotte sei am Morgen des Angriffs entgegen den Regeln nicht mit dem üblichen Dringlichkeitsvermerk telegraphiert worden; statt Hawaii seien andere vermutliche Angriffsziele (Philippinen oder Singapur) genannt worden.[23] Die verdächtige Sperrfrist der Verhandlungen und der genau festgelegte Aushändigungstermin (nicht vor 7. Dezember 1941 13:00 Uhr Eastern Standard Time) des letzten Teils einer bereits vorbereiteten und am 6. Dezember 1941 von US-Geheimdiensten entschlüsselten Note hätte ein letztes, untrügliches Zeichen für den bevorstehenden Kriegsbeginn sein müssen, ebenso wie das Verbrennen von Dokumenten in der japanischen Botschaft.[24] Tatsächlich waren den USA zwar die allgemeinen japanischen Kriegsvorbereitungen und konkreten Angriffspläne gegen Ziele in Südostasien bereits bekannt, nicht aber die Absicht eines Angriffs auf Pearl Harbor. Auch die genannte finale japanische 13:00-Uhr-Note enthielt keinerlei konkrete Hinweise, wann, wo und gegen welchen Gegner die Japaner im Pazifik jetzt vorgehen würden.[25] Dennoch entschieden die Verantwortlichen in Washington am Morgen des 7. Dezember sofort nach dem Bekanntwerden der japanischen 13-Uhr-Sperrfrist, alle Einheiten im Pazifik vor eventuellen japanischen Feindseligkeiten um 13:00 Uhr Eastern Standard Time zu warnen. Die Warnmeldung erreichte die Verantwortlichen in Pearl Harbor aufgrund verschiedener Übermittlungspannen erst kurz nach dem Beginn des Angriffs.[26]
- Ebenso wird ins Feld geführt, dass geheime Signale Japans via Radio (z. B. „Ostwind, Regen“ für den Kriegsbeginn mit den USA) den Amerikanern bekannt waren. Verschwörungstheoretiker behaupten, diese seien am 4. Dezember tatsächlich gesendet und von US-Stellen abgehört worden.[27] In Wahrheit aber wurde nur der japanische Code „Westwind, klar“, der für Feindseligkeiten mit Großbritannien stand, aufgefangen, und dies nach dem Angriff auf Pearl Harbor.[28]
- Der Flottenaufklärungsdienst hatte Kimmel alarmiert, dass sämtliche japanische Flugzeugträger bereits einige Wochen vor dem Überfall ausgelaufen und seitdem verschwunden waren,[29] stattdessen waren schon fünf Wochen vor dem Überfall japanische U-Boote vor Hawaii ausgemacht worden.[30] Arbeiten von Historikern belegen jedoch, dass den USA die genaue Position der meisten japanischen Träger unbekannt war, ausgefeilte Täuschungsmanöver erweckten den Anschein, diese seien noch in japanischen Gewässern.[31]
- Bereits vier Monate vor dem Angriff hatte der Kommandant des Hickam Field, Colonel William Farthing, das Kriegsministerium in einer Denkschrift gewarnt, die mangelnde Verteidigungsbereitschaft Pearl Harbors müsse sich aus dem Nordpazifik annähernde japanische Flugzeugträger geradezu dazu verleiten, in den Morgenstunden anzugreifen (genau aus dieser Richtung und zu dieser Tageszeit erfolgte dann tatsächlich der Angriff).[32]
- Auch Kimmel hat Washington mehrmals über die mangelnde Verteidigungsbereitschaft Hawaiis gegenüber einem Überraschungsangriff informiert, zuletzt am 6. Dezember 1941.[30]
- Neben alten Schlachtschiffen (wie der „Utah“) standen auf Hawaii auch zahlreiche überalterte Flugzeuge, wie zum Beispiel B-18 und die von Thürk fälschlicherweise als veraltet bezeichneten, tatsächlich aber hochmodernen PBY-Flugboote. Von den nur zwölf auf Hawaii vorhandenen modernen B-17-Bombern war nur die Hälfte einsatzfähig.[33] Auch die zwölf weiteren, am 7. Dezember als Verstärkung entsandten B-17 waren noch nicht kriegsmäßig ausgerüstet.[34] Tatsächlich waren diese Bomber aber nicht für Pearl Harbor, sondern für die Philippinen bestimmt. So waren sie unbewaffnet, da auf der langen Strecke von Kalifornien nach Hawaii Kraftstoff durch eine Gewichtsreduktion gespart werden musste.[35]
- Die meisten kampffähigen Flugzeuge waren laut einer von Armeegeneral W. C. Short am 6. Dezember 1941 erlassenen Anti-Sabotage-Anweisung weder aufgetankt noch aufmunitioniert und standen zusammengedrängt, aber gut sichtbar, am Rollbahnrand statt in den Hangars.[36]
- Die für den 7. Dezember 1941 anvisierte Rückkehr des Flugzeugträgers „Enterprise“ verzögerte sich wegen einer Pause um einige Stunden. Obwohl sie zum Zeitpunkt des Überfalls wieder in der Nähe Pearl Harbors war, griff die „Enterprise“ nicht in den Kampf ein, sondern drehte wieder ab.[37] Nach Thürk habe sich die „Enterprise“ zum Zeitpunkt des Angriffs 300 Kilometer westlich von Oahu befunden, während die Japaner 190 Kilometer nördlich davon auf die Rückkehr ihrer Flugzeuge warteten und sogar mit einem möglichen US-Gegenschlag gerechnet hatten.[38] Nach Recherchen von Historikern waren fehlerhafte Meldungen über japanische Schiffe südlich von Oahu der Grund für diese auf den ersten Blick merkwürdige Reaktion.[39]

## Bezug zu anderen Verschwörungsthesen
Vertreter von Verschwörungstheorien zum 11. September 2001 gehen oft auch von einem „Pearl-Harbor-Komplott“ als Vorbild einer ähnlichen Verschwörung aus und argumentieren damit. Häufig als Parallelen herangezogen werden auch die Explosion der Maine 1898, die Versenkung der Lusitania 1915, der Tonkin-Zwischenfall 1964, die Zerstörung der Liberty durch israelisches Militär 1967 sowie der Plan Operation Northwoods von 1962.

## Filmdokumentation
- Angriff auf Pearl Harbor – Das Rätsel um den ersten Schuss. Dokumentation, Deutschland, 2006, 52 Min., Buch und Regie: Annette Baumeister, Florian Hartung, Produktion: ZDF, Inhaltsangabe von arte